# Lasiochira xanthacma
Lasiochira xanthacma is een vlinder uit de familie van de sikkelmotten (Oecophoridae). De wetenschappelijke naam van de soort is, als Allotalanta xanthacma, voor het eerst geldig gepubliceerd in 1930 door Edward Meyrick.